# حويرة عطرية
حويرة مروحة (الاسم العلمي:Tephrosia odorata) هي نوع من النباتات يتبع جنس الحويرة من الفصيلة البقولية.